# Алькантарілья (Іспанія)
Алькантарілья (ісп. Alcantarilla) — муніципалітет в Іспанії, у складі автономної спільноти Мурсія. Населення — 41 326 осіб (2010).
Муніципалітет розташований на відстані близько 350 км на південний схід від Мадрида, 7 км на захід від Мурсії.
На території муніципалітету розташовані такі населені пункти: (дані про населення за 2010 рік)
- Алькантарілья: 40829 осіб
- Каньяда-Ермоса: 497 осіб

## Демографія
Динаміка населення (INE ):

## Галерея зображень

Розташування муніципалітету Алькантарілья у провінції Мурсія
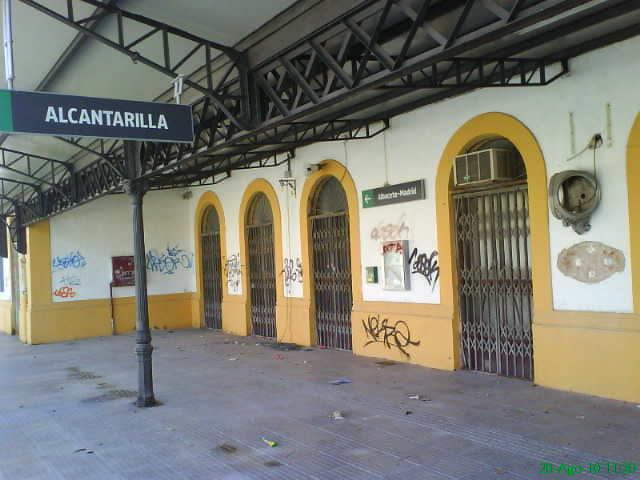
Вокзал Алькантарільї
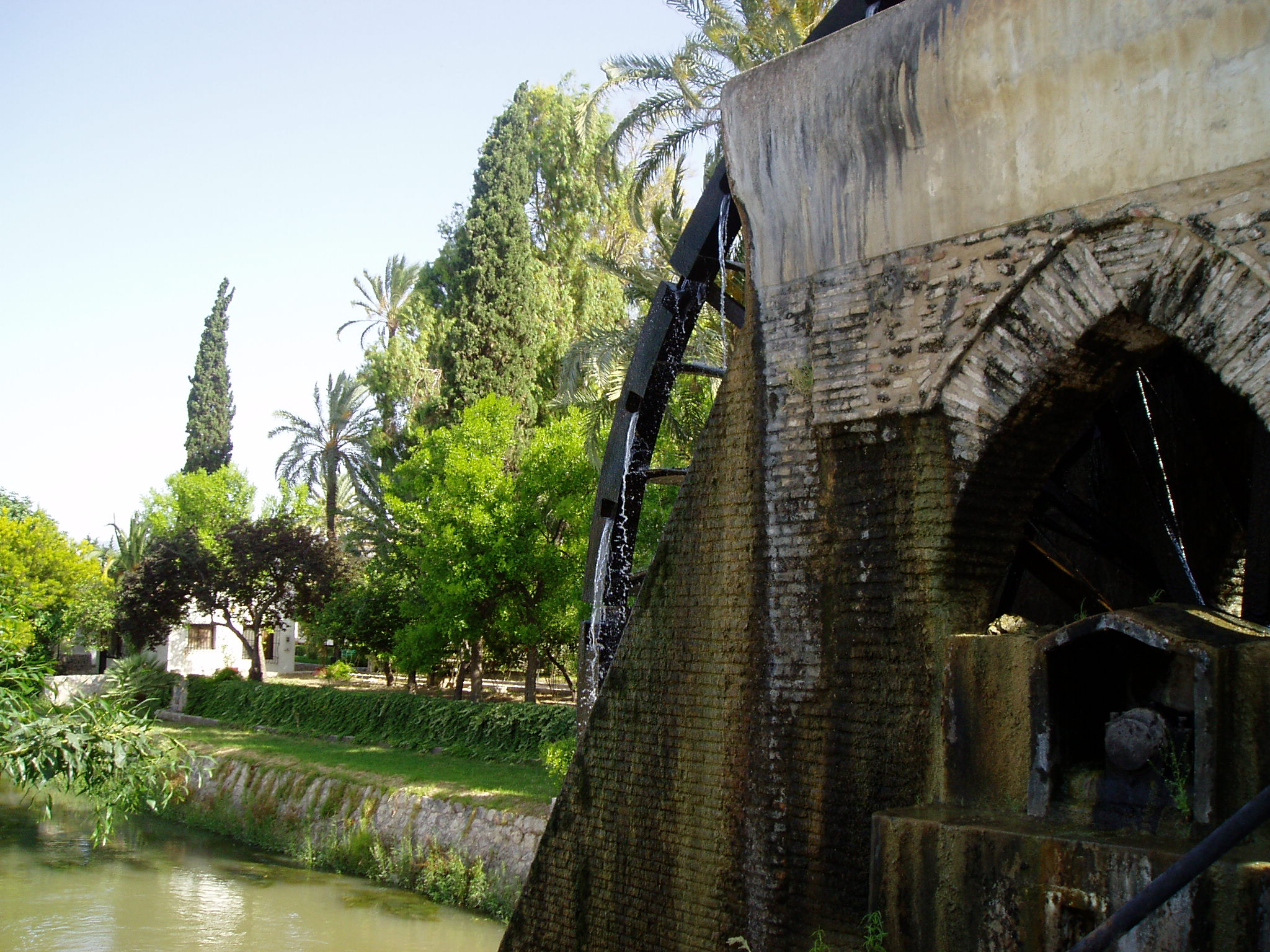
Норія в Алькантарільї, на задньому плані - етнографічний музей